# Movimentazione dei materiali
Per movimentazione dei materiali si intende il trasporto (o movimentazione in senso stretto), lo stoccaggio, il controllo e la protezione del materiale attraverso il processo di produzione, distribuzione e esposizione dei prodotti industriali. La disciplina pone le sue attenzioni verso i metodi, gli equipaggiamenti meccanici e informatici e i relativi controlli per realizzare queste fasi. L'industria che si occupa di movimentazione dei materiali, si occupa di fornire metodologie e mezzi per la corretta implementazione di questi servizi. Questi sistemi partono dalla movimentazione di semplici pallet fino ad arrivare a sistemi più complessi (quali i trasloelevatori).
I sistemi per la movimentazione dei materiali sono parte fondamentale dei sistemi di produzione flessibile (FMS). Infatti essi permettono l'approvvigionamento dei processi produttivi e lo spostamento di parti di prodotti, semilavorati o prodotti finiti. L'automatizzazione di questi sistemi ha permesso una diminuzione dei tempi di produzione.
L'implementazione di sistemi di controllo ha permesso di creare la cosiddetta "fabbrica automatica".

## Apparecchiature per la movimentazione dei materiali
Nel caso di materiali solidi (ad esempio materiale granulare), si possono impiegare le seguenti apparecchiature per attuare la movimentazione:
- convogliatore (in inglese conveyor)
  - a nastro (o nastro trasportatore)
  - a rulli
  - a catene
  - a tazze (o elevatore a tazze)
- trasporto pneumatico
- gru (ad esempio: carroponte, gru cavalletto, gru a bandiera, gru a torre, ecc.)
- carrello elevatore.

Nel movimentare materiali fluidi (liquidi e gas) si utilizzano:
- pompe (per i liquidi) e compressori (per i gas)
- sistemi di tubazioni.

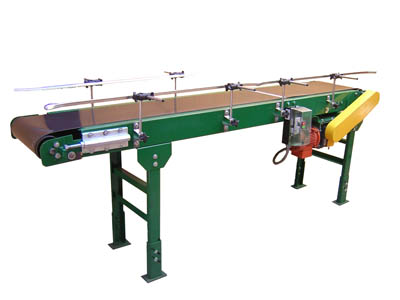
Nastro trasportatore
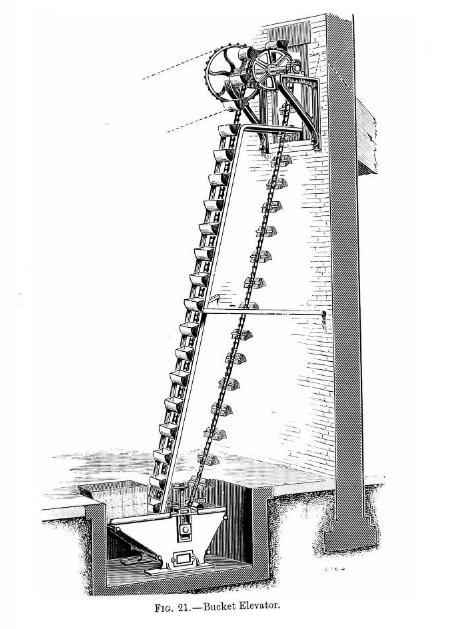
Elevatore a tazze
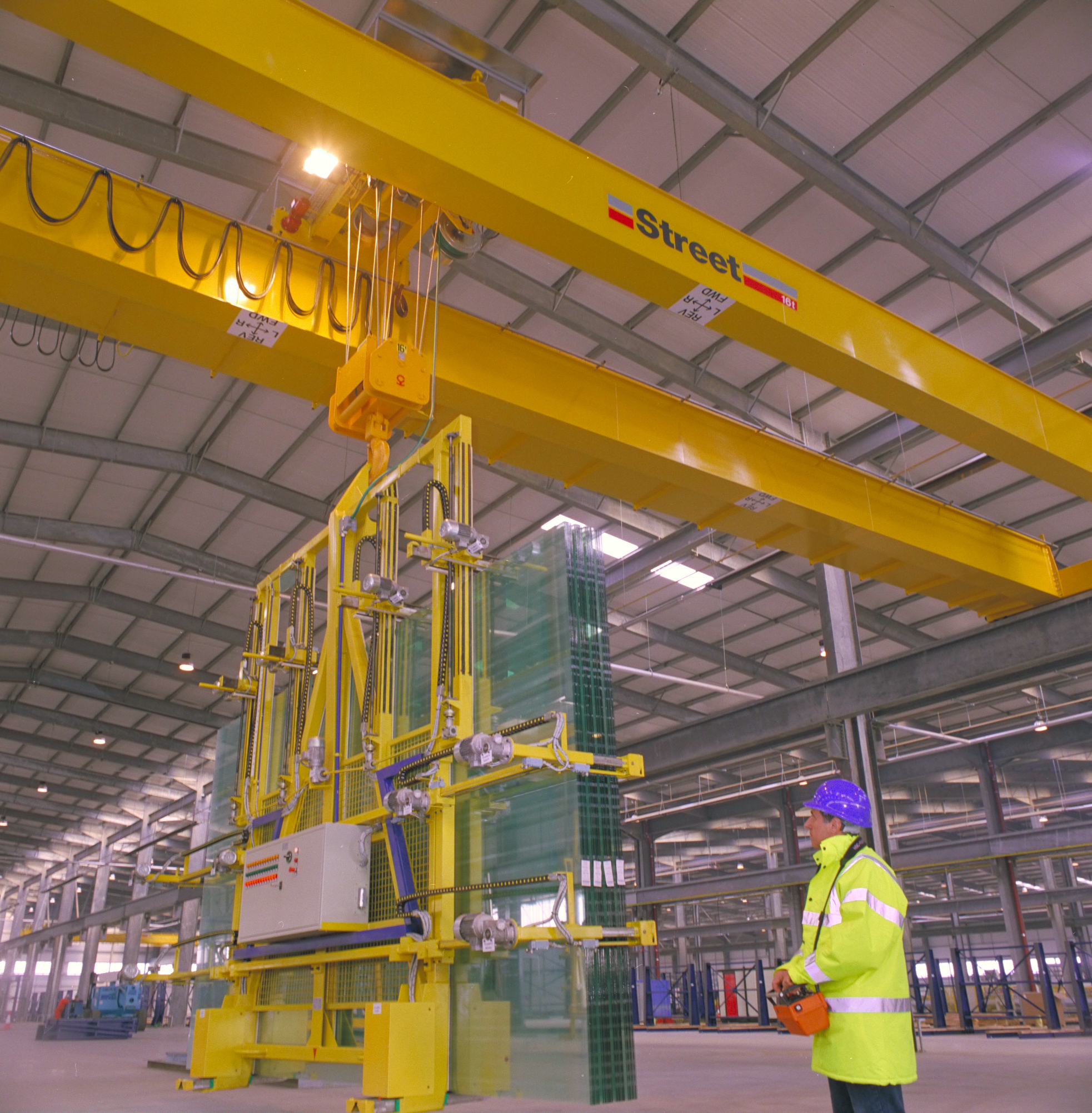
Movimentazione di manufatti in vetro con un carroponte
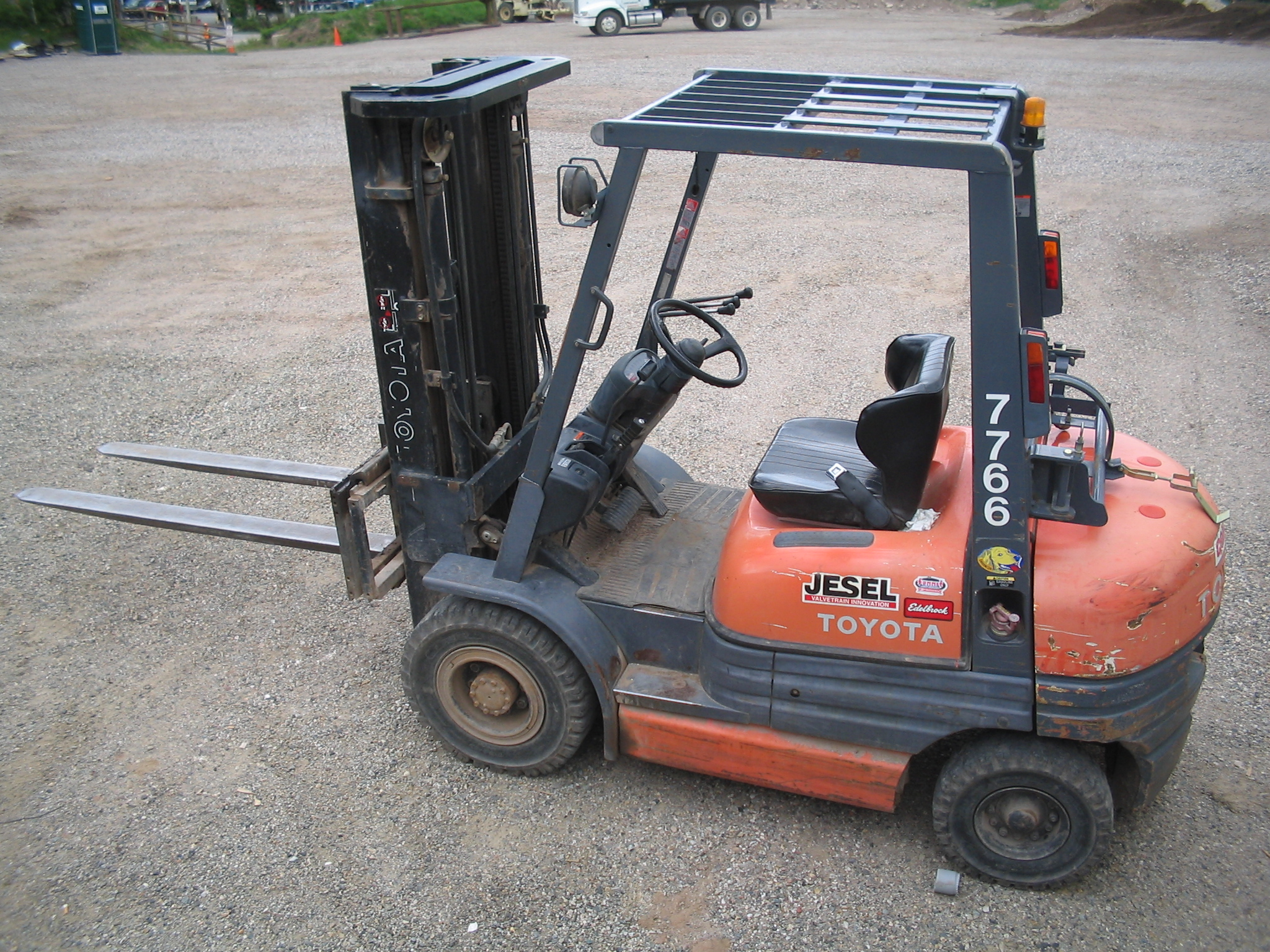
Carrello elevatore
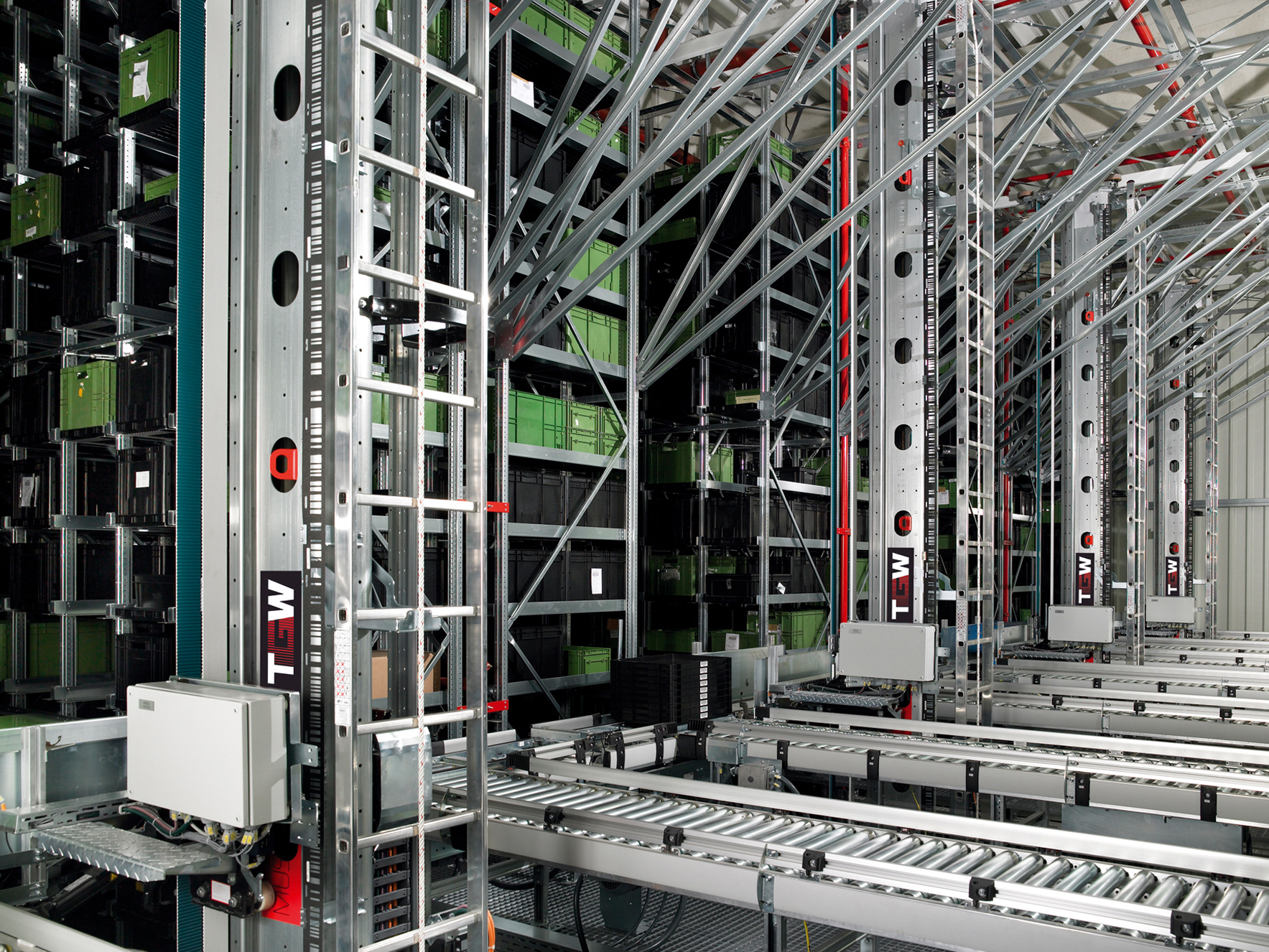
Trasloelevatore
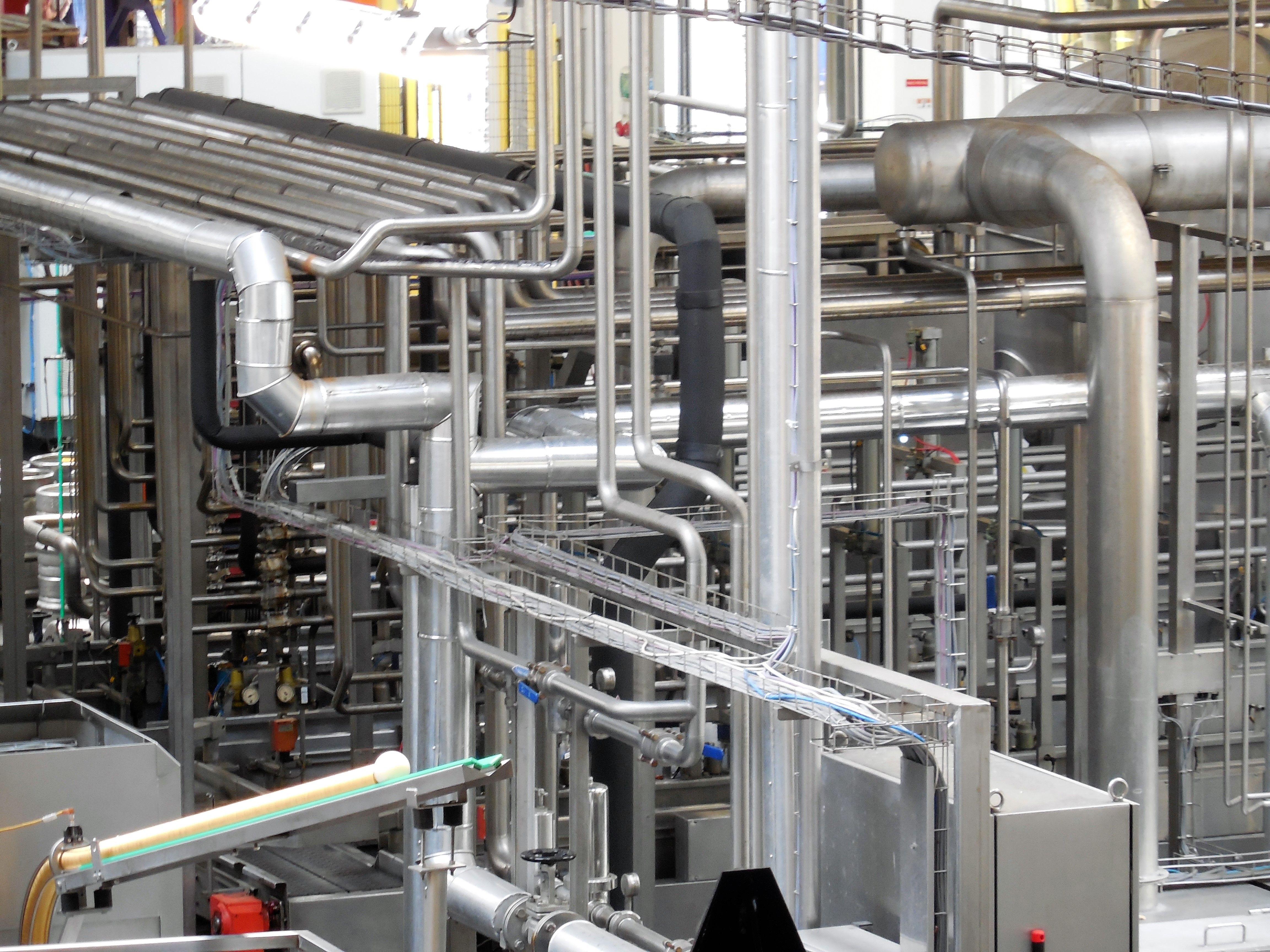
Sistema di tubazioni per la movimentazione di fluidi all'interno di una birreria

## Movimentazione manuale dei carichi

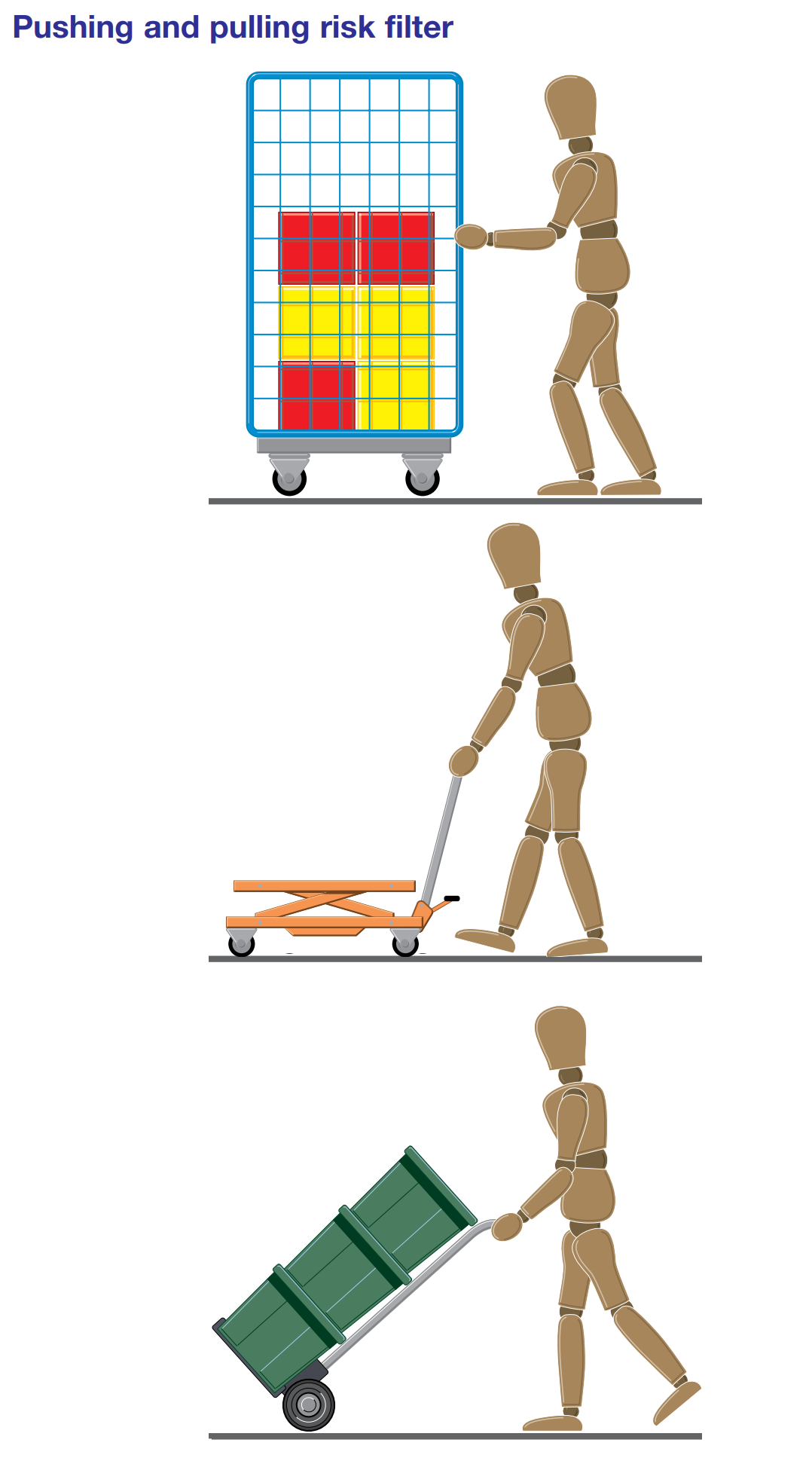
Esempi di movimentazione manuale dei carichi (spinta di carichi)

La movimentazione manuale dei carichi (MMC) prevede l'uso del corpo umano per sollevare, abbassare, spingere, tirare, ruotare, trasportare o trasferire carichi. Le attività di movimentazione manuale di carichi (più o meno pesanti e ingombranti) sono svolte quotidianamente in vari contesti, tra cui anche: sul posto di lavoro, a scopo ricreativo e a casa. Tali attività sono associate a rischio di lesioni alla schiena e ad altri sistemi muscolo-scheletrici, che spesso possono portare ai cosiddetti "disturbi muscolo-scheletrici" (DMS), che comportano stiramenti e distorsioni alla parte bassa della schiena, alle spalle e agli arti superiori. Secondo uno studio del Dipartimento del Lavoro degli Stati Uniti pubblicato nel 1990, gli infortuni alla schiena rappresentavano circa il 20% di tutti gli infortuni sul posto di lavoro, che rappresentavano quasi il 25% del totale dei risarcimenti ai lavoratori.
Gli infortuni dovuti alla movimentazione manuale dei carichi sono spesso il risultato di una delle seguenti condizioni:
- Postura scomoda: piegarsi o torcersi
- Movimenti ripetitivi: svolgimento di un compito con elevata frequenza
- Sforzi energici: trasportare o sollevare carichi pesanti
- Punti di pressione: il carico è concentrato solo su determinate aree del corpo
- Posture statiche: rimanere nella stessa posizione per lunghi periodi di tempo

Alcuni dei pericoli più comuni associati alla movimentazione manuale dei carichi includono, ma non sono limitati, a:
- Distorsioni e stiramenti di muscoli, legamenti e tendini
- Lesioni alla schiena
- Lesioni ossee
- Lesioni nervose
- Lesioni tissutali
- Dolore acuto e cronico

Oltre ai pericoli sopra elencati, la movimentazione dei carichi può dare origine a rischi indiretti (dovuti ad esempio alla perdita di stabilità del corpo, alla perdita di presa del carico, ecc.), come ad esempio cadute, contusioni, tagli, abrasioni, punture e schiacciamenti.
Per proteggersi adeguatamente dai rischi per la salute e la sicurezza associati alla movimentazione manuale dei carichi, è utile comprendere la meccanica generale del corpo, e aggiustare la propria postura e i propri movimenti di conseguenza, ad esempio non arcuando la schiena durante il sollevamento e l'abbassamento dei carichi.
Il rischio di lesioni derivanti dalla movimentazione manuale dei carichi può essere inoltre diminuito utilizzando apposite attrezzature come transpallet, carrelli, postazioni di lavoro regolabili in altezza, o meglio ancora evitare la movimentazione manuale dei carichi usando carrelli elevatori, gru e altri mezzi per la movimentazione dei materiali. Alcune tecnologie più moderne includono inoltre l'utilizzo di cobot e esoscheletri.

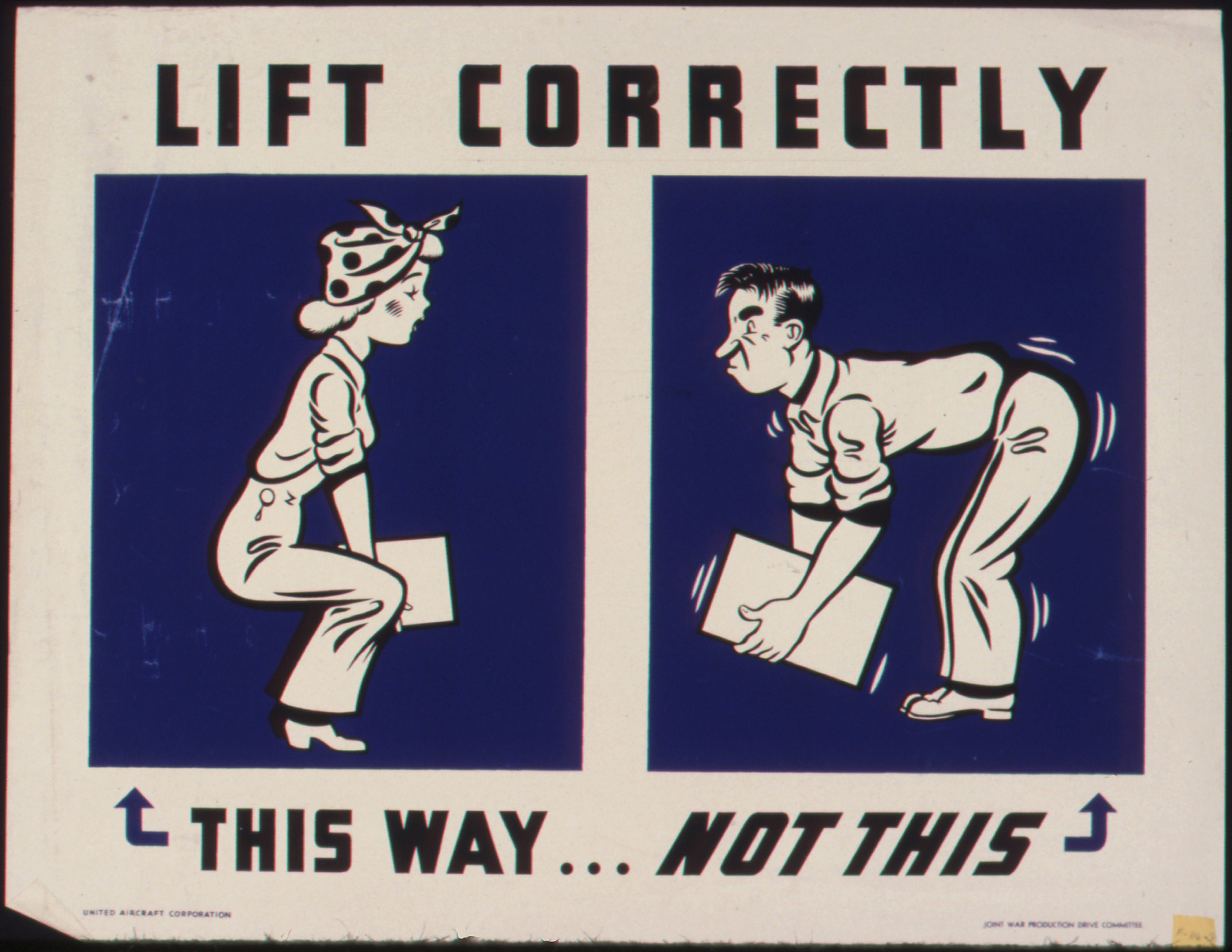
Cartello informativo sulla postura corretta da assumere per il sollevamento di un carico
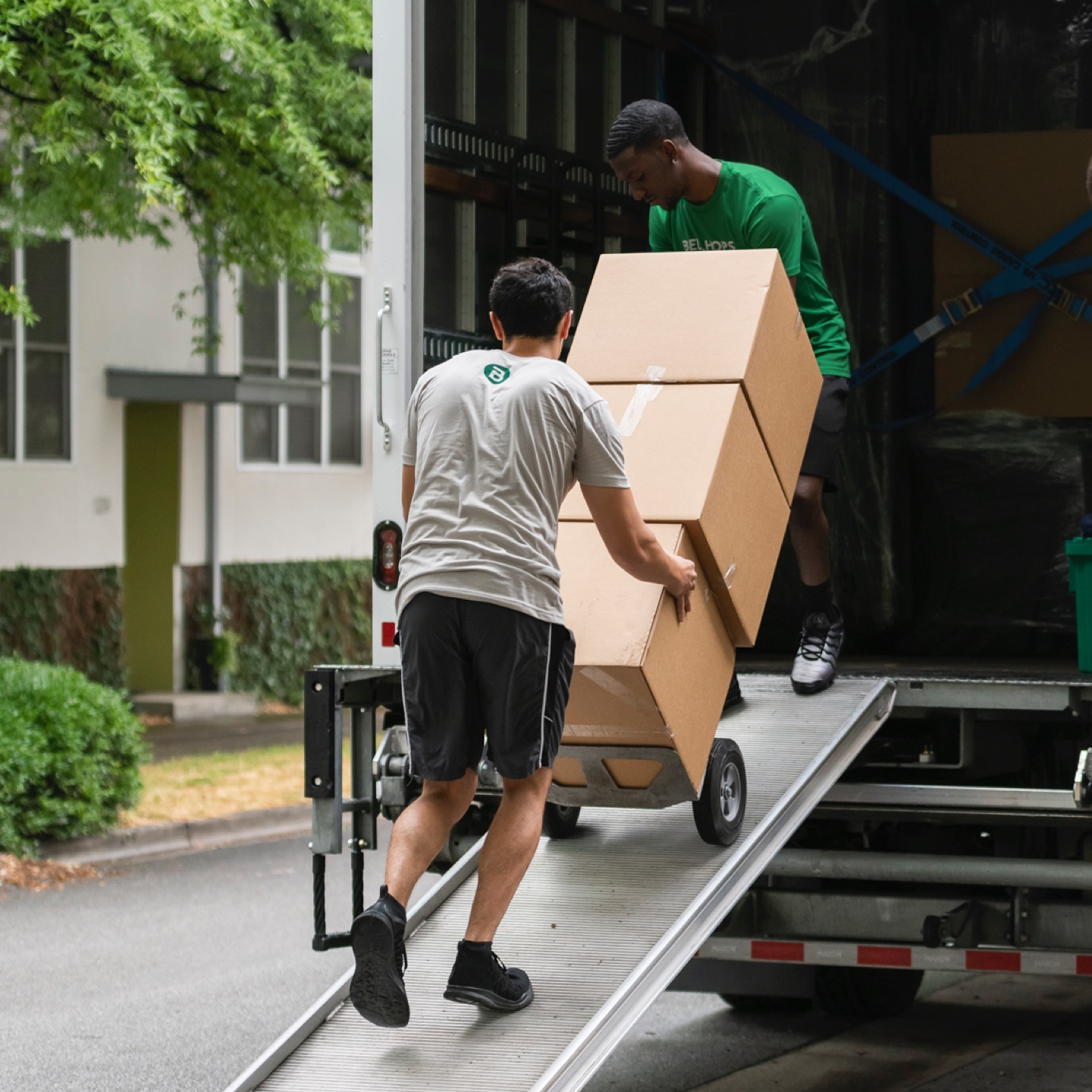
Esempio di movimentazione manuale dei carichi assistita da un carrello
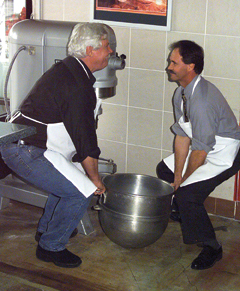
Sollevamento di un carico da parte di due persone
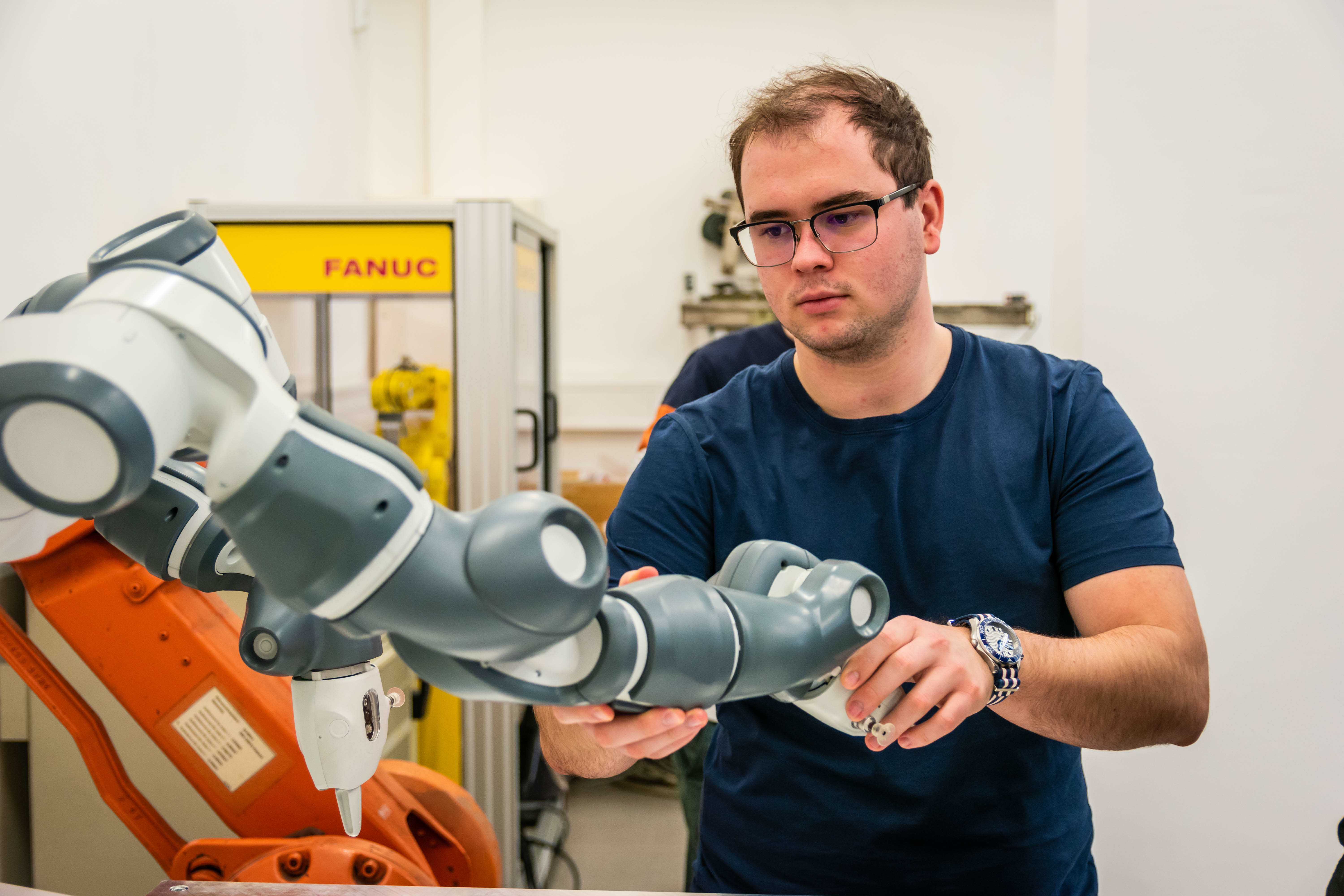
Utilizzo di un cobot
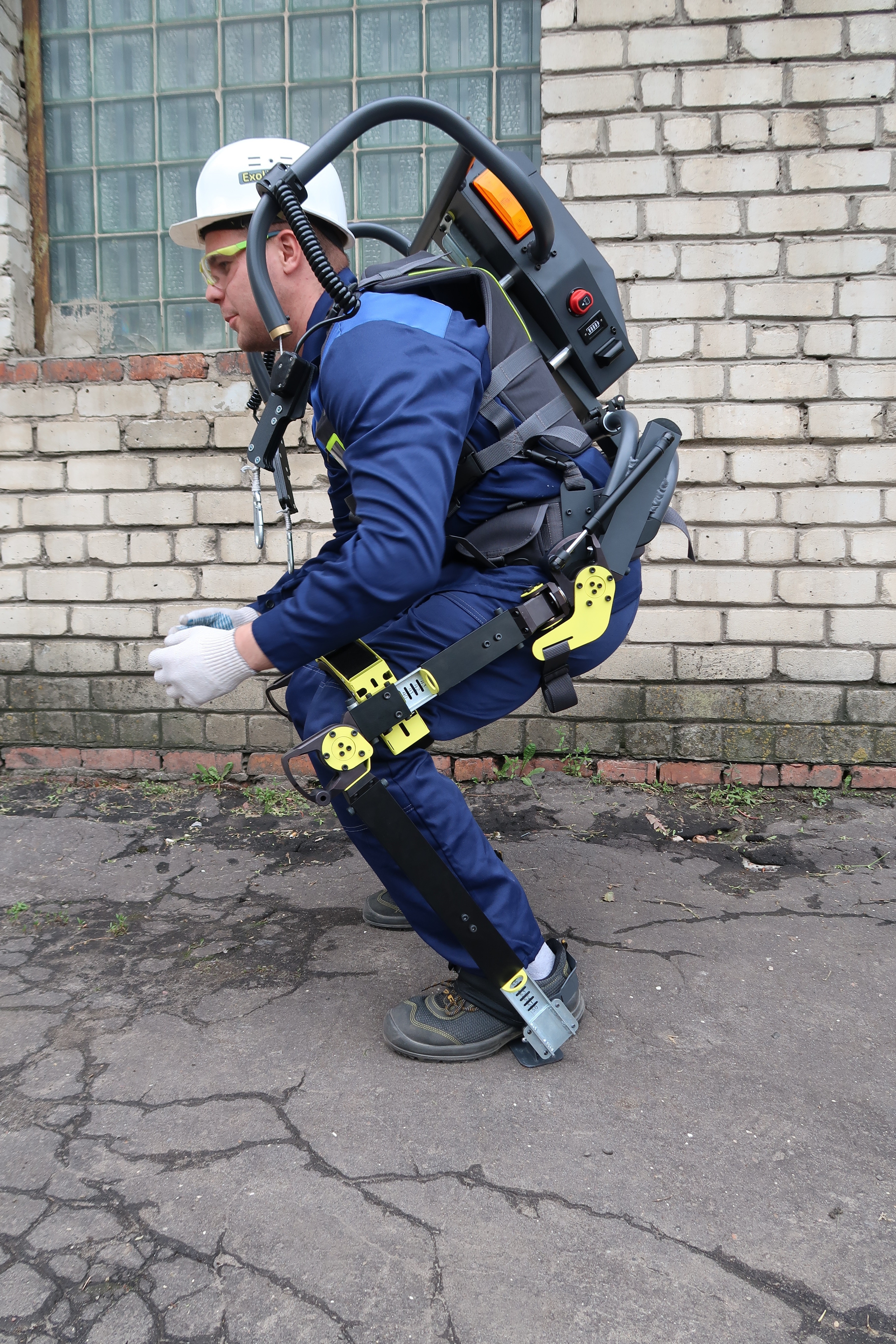
Utilizzo di un esoscheletro